# Casa museo di Giorgio de Chirico
La Casa Museo di Giorgio de Chirico è sita nel palazzetto del Borgognoni in piazza di Spagna 31 a Roma.
Il museo è accessibile solo su prenotazione.
Per verificare i giorni e gli orari di apertura visita il sito www.fondazionedechirico.org

## Storia
La casa, originaria del XVI secolo, fu acquistata da Giorgio de Chirico nel 1948. Ospitò la casa di famiglia del pittore, nonché il suo studio di lavoro.
Il museo fu inaugurato nel 1998 con la volontà della vedova del pittore di salvaguardare il patrimonio artistico del pittore.

## Percorso espositivo
Il museo ospita molti dipinti della fondazione Giorgio e Isa de Chirico.
Tra le opere esposte:
- Interno metafisico con nudo anatomico, 1968
- Il meditatore, 1971
- Sole su cavalletto, 1972
- Due cavalli in riva al mare, 1964
- Autoritratto di de Chirico, 1953
- Donna in riposo, 1936
- Naiadi al bagno, 1955
- Riposo del Gladiatore, 1968
- Orfeo trovatore stanco, 1970
- Ritratto di Isa con testa di Minerva, 1944
- Bagnanti, 1945
- Frutta con busto di Apollo, 1973
- Interno metafisico con biscotti, 1968
- Il rimorso di Oreste, 1969
- Bagni misteriosi, 1973
- L'anniversario del principe, 1973
- Triangolo metafisico, 1958
- Pianto d'amore (Ettore e Andromaca), 1974
- Le maschere, 1973.[3]